# Telipna aurivillii
Telipna aurivillii är en fjärilsart som beskrevs av Hans Rebel 1919. Telipna aurivillii ingår i släktet Telipna och familjen juvelvingar. Inga underarter finns listade i Catalogue of Life.